# Temptation Island (quinta edizione)
La quinta edizione del reality show Temptation Island è andata in onda ogni lunedì in prima serata su Canale 5 dal 26 giugno al 31 luglio 2017 per sei puntate con la conduzione di Filippo Bisciglia.
Le sei coppie in gara (una famosa e cinque non famose) hanno alloggiato con i Tentatori/Tentatrici per 21 giorni al resort Is Morus Relais a Santa Margherita di Pula, in provincia di Cagliari.
All'inizio del programma, ogni membro delle coppie ha dovuto dare o meno al rispettivo partner e ad uno dei tentatori/tentatrici un braccialetto, tramite il quale era vietato un appuntamento fuori dal villaggio tra i due, inoltre, uno dei tentatori/tentatrici potevano mettere una ghirlanda al fidanzato al quale era interessato, in più, poteva sedersi su delle sedie per poter conoscere uno dei fidanzati/fidanzate. Dal settimo giorno i braccialetti hanno perso valore e, quindi, tentatori e fidanzati (prima vincolati dal braccialetto) hanno potuto avere un appuntamento fuori dal villaggio.
Al termine della seconda puntata, dopo aver visto alcuni video dalla fidanzata Camilla, Riccardo ha richiesto il falò di confronto immediato, dove al termine ha deciso di ritornare insieme a lei.
Successivamente, al termine della quarta puntata, anche Francesca ha richiesto il falò di confronto con Ruben, decidendo di uscire separata per poi ritornarci insieme un mese dopo.
Al termine della quinta puntata, Sara ha chiesto il falò di confronto in cui ha deciso di lasciare definitivamente Nicola, poi, nell'ultima puntata, dopo i falò di confronto, Valeria decide di tornare insieme ad Alessio, Veronica decide di tornare insieme ad Antonio, e Selvaggia decide di tornare insieme a Francesco.

## Le coppie
Le coppie che partecipano sono:
     La coppia ha deciso di uscire insieme / La coppia è ancora insieme.
     La coppia ha deciso di uscire separati / La coppia si separa dopo il programma.
     La coppia è stata espulsa.
     Il fidanzato / la fidanzata richiede il falò di confronto immediato e anticipato
     La coppia partecipa al falò di confronto finale al termine dei 21 giorni.
| Coppia | Coppia             | Relazione                    | Decisione al Falò di confronto | Dopo Temptation Island | Note    |
| n°     | Partecipanti       | Relazione                    | Decisione al Falò di confronto | Dopo Temptation Island | Note    |
| ------ | ------------------ | ---------------------------- | ------------------------------ | ---------------------- | ------- |
| 1      | Sara Affi Fella    | fidanzati da 5 anni          | Separati                       | Separati               | [ N 1 ] |
| 1      | Nicola Panico      | fidanzati da 5 anni          | Separati                       | Separati               | [ N 1 ] |
| 2      | Valeria Bigella    | fidanzati da 5 anni          | Insieme                        | Separati               | [ N 2 ] |
| 2      | Alessio Bruno      | fidanzati da 5 anni          | Insieme                        | Separati               | [ N 2 ] |
| 3      | Francesca Baroni   | fidanzati da 2 anni e 4 mesi | Separati                       | Separati               | [ N 3 ] |
| 3      | Ruben Invernizzi   | fidanzati da 2 anni e 4 mesi | Separati                       | Separati               | [ N 3 ] |
| 4      | Selvaggia Roma     | fidanzati da 5 anni          | Insieme                        | Separati               | [ N 4 ] |
| 4      | Francesco Chiofalo | fidanzati da 5 anni          | Insieme                        | Separati               | [ N 4 ] |
| 5      | Camilla Mangiapelo | fidanzati da 6 mesi          | Insieme                        | Separati               | [ N 2 ] |
| 5      | Riccardo Gismondi  | fidanzati da 6 mesi          | Insieme                        | Separati               | [ N 2 ] |
| 6      | Veronica Bagnoli   | fidanzati da 1 anno e mezzo  | Insieme                        | Separati               | [ N 5 ] |
| 6      | Antonio Lenti      | fidanzati da 1 anno e mezzo  | Insieme                        | Separati               | [ N 5 ] |

## Tentatrici
Le tentatrici che hanno partecipato a questa edizione sono 12:
| Tentatrici           | Professione                  | Nazionalità |
| -------------------- | ---------------------------- | ----------- |
| Annet Lee            | Modella                      | Italia      |
| Antonella Fiordelisi | Modella                      | Italia      |
| Carmen Rimauro       | Modella                      | Italia      |
| Celeste Rigo         | Modella                      | Italia      |
| Desirée Maldera      | Modella                      | Italia      |
| Elisa Scheffler      | Modella, showgirl            | Italia      |
| Giulia Risari        | Modella                      | Italia      |
| Jessica Guazzotti    | Modella                      | Italia      |
| Irene Giovani        | Modella                      | Italia      |
| Mila Suarez          | Modella                      | Marocco     |
| Roberta Carluccio    | Modella, influencer, attrice | Italia      |
| Simona Solimeno      | Modella                      | Italia      |

## Tentatori
I tentatori che hanno partecipato a questa edizione sono 12:
| Tentatore           | Professione         | Nazionalità |
| ------------------- | ------------------- | ----------- |
| Andrea Delianni     | Modello, calciatore | Italia      |
| Andrea Luceri       | Modello             | Italia      |
| Andrea Melchiorre   | Fashion blogger     | Italia      |
| Camillo Agnello     | Modello             | Italia      |
| Daniele Bonazzi     | Modello             | Italia      |
| Diego Sechi         | Personal trainer    | Italia      |
| Gian Marco Guido    | Barista             | Italia      |
| Gianfranco Fresegna | Architetto          | Italia      |
| Luca Bardella       | Modello, Calciatore | Italia      |
| Nicolò Fabri        | Avvocato            | Italia      |
| Paolo Crivellin     | Modello             | Italia      |
| Riccardo Ciappesoni | Modello             | Italia      |

## Ascolti
| Puntata | Messa in onda  | Telespettatori | Share  | Fonte |
| ------- | -------------- | -------------- | ------ | ----- |
| 1       | 26 giugno 2017 | 3 413 000      | 18,08% | [ 1 ] |
| 2       | 3 luglio 2017  | 3 540 000      | 18,38% | [ 2 ] |
| 3       | 10 luglio 2017 | 3 293 000      | 17,40% | [ 3 ] |
| 4       | 17 luglio 2017 | 3 343 000      | 18,15% | [ 4 ] |
| 5       | 24 luglio 2017 | 3 800 000      | 21,05% | [ 5 ] |
| 6       | 31 luglio 2017 | 3 918 000      | 23,42% | [ 6 ] |
| Media   | Media          | 3 551 000      | 19,41% |       |